# Ceriana atacta
Ceriana atacta är en tvåvingeart som först beskrevs av Edgar F. Riek 1954.  Ceriana atacta ingår i släktet griffelblomflugor, och familjen blomflugor. Inga underarter finns listade i Catalogue of Life.